# Glass House Mountains (Queensland)
Glass House Mountains – miejscowość w Sunshine Coast Region, w stanie Queensland, w Australii.